# Copyfree

Copyfree logo

Copyfree är ett begrepp, en policy och en standard för fritt innehåll, och innebär full frihet att använda, kopiera, modifiera och sprida innehållet i fråga.
Copyfree skiljer sig från äkta copyleft, som i högre grad förhindrar proprietär och upphovsrättskyddad användning av material. Copyfreelicenser kräver generellt bara att den ursprungliga produkten och modifieringen fortsätter att spridas under termerna i samma licens.
För att en licens ska få vara copyfree måste den uppfylla kriterierna samlade i The Copyfree Standard Definition. Detta kan gälla kompatibiliteten mellan licenser som identifieras med Copyfree Standard Definition compliant eller noncompliant.